# Ophrys ettlingeriana
Ophrys ettlingeriana là một loài thực vật có hoa trong họ Lan. Loài này được P.Delforge mô tả khoa học đầu tiên năm 1997.